# Smeringopus corniger
Smeringopus corniger är en spindelart som beskrevs av Simon 1907. Smeringopus corniger ingår i släktet Smeringopus och familjen dallerspindlar.
Artens utbredningsområde är Kamerun. Inga underarter finns listade i Catalogue of Life.